# Élections législatives de 2012 dans les Bouches-du-Rhône
Les élections législatives françaises de 2012 se déroulent les 10 et 17 juin 2012. Dans le département des Bouches-du-Rhône, seize députés sont à élire dans le cadre de seize circonscriptions, soit le même nombre d'élus malgré le redécoupage électoral.

## Élus
| Circonscription | Député sortant          | Parti | Parti | Groupe | Député élu ou réélu     | Parti | Parti    | Groupe |
| --------------- | ----------------------- | ----- | ----- | ------ | ----------------------- | ----- | -------- | ------ |
| 1re             | Roland Blum             |       | UMP   | UMP    | Valérie Boyer           |       | UMP      | UMP    |
| 2e              | Dominique Tian          |       | UMP   | UMP    | Dominique Tian          |       | UMP      | UMP    |
| 3e              | Jean Roatta             |       | UMP   | UMP    | Sylvie Andrieux         |       | PS       | SRC    |
| 4e              | Henri Jibrayel          |       | PS    | SRC    | Patrick Mennucci        |       | PS       | SRC    |
| 5e              | Renaud Muselier         |       | UMP   | UMP    | Marie-Arlette Carlotti  |       | PS       | SRC    |
| 6e              | Guy Teissier            |       | UMP   | UMP    | Guy Teissier            |       | UMP      | UMP    |
| 7e              | Sylvie Andrieux         |       | PS    | SRC    | Henri Jibrayel          |       | PS       | SRC    |
| 8e              | Valérie Boyer           |       | UMP   | UMP    | Olivier Ferrand         |       | PS       | SRC    |
| 9e              | Bernard Deflesselles    |       | UMP   | UMP    | Bernard Deflesselles    |       | UMP      | UMP    |
| 10e             | Richard Mallié          |       | UMP   | UMP    | François-Michel Lambert |       | EELV     | ÉCOLO  |
| 11e             | Christian Kert          |       | UMP   | UMP    | Christian Kert          |       | UMP      | UMP    |
| 12e             | Éric Diard              |       | UMP   | UMP    | Vincent Burroni         |       | PS       | SRC    |
| 13e             | Michel Vaxès            |       | PCF   | GDR    | Gaby Charroux           |       | FG (PCF) | GDR    |
| 14e             | Maryse Joissains-Masini |       | UMP   | UMP    | Jean-David Ciot         |       | PS       | SRC    |
| 15e             | Bernard Reynès          |       | UMP   | UMP    | Bernard Reynès          |       | UMP      | UMP    |
| 16e             | Michel Vauzelle         |       | PS    | SRC    | Michel Vauzelle         |       | PS       | SRC    |

## Contexte

### Impact du redécoupage électoral
Le redécoupage électoral intervenu depuis les dernières élections ne modifie pas le nombre total de circonscriptions des Bouches-du-Rhône : en 2012, comme en 2007, le département élit 16 députés à l'Assemblée nationale. Cependant, en raison des changements démographiques, la Ville de Marseille perd une circonscription au profit du reste du département : la huitième circonscription, qui couvrait l'est et le nord-est de Marseille, couvre désormais la région autour de Salon-de-Provence, reprenant notamment une partie de la onzième circonscription.
Ce changement a entraîné le redécoupage des circonscriptions de Marseille : l'ancienne huitième circonscription a été divisée entre la troisième (nord-est de la ville) et la première circonscription (est), la septième circonscription (nord-ouest) récupère une partie de la quatrième qui, elle, reprend la partie nord de l'ancienne troisième circonscription (centre-nord de la ville). Les autres circonscriptions sont modifiées à la marge.
Dans le reste du département, toutes les circonscriptions, sauf la neuvième, subissent des aménagements mais seule la onzième circonscription subit un changement important : elle perd Salon-de-Provence au profit de la huitième circonscription, mais gagne la région des Pennes-Mirabeau sur la dixième.
Politiquement, selon l'analyse du Monde, ce nouveau découpage permettrait à la gauche de conserver ses quatre sièges actuels, rendrait deux nouvelles circonscriptions « gagnables » (la huitième autour de Salon-de-Provence et la dixième autour de Trets) et trois autres circonscriptions « favorables » (les quatrième, onzième et douzième). Cependant, cette analyse étant basée sur les scrutins locaux précédents, elle pourrait être contredite par les résultats de l'élection présidentielle d'avril/mai et ce, d'autant plus, que la droite est depuis longtemps majoritaire lors des scrutins nationaux dans les Bouches-du-Rhône et que l'extrême-droite y obtient régulièrement des scores importants.

### Résultat de l'élection présidentielle de 2012 dans le département
| Circonscriptions | François Hollande | Nicolas Sarkozy |     | Circonscriptions | François Hollande | Nicolas Sarkozy |
| ---------------- | ----------------- | --------------- | --- | ---------------- | ----------------- | --------------- |
| 1re              | 44,22 %           | 55,78 %         | 9e  | 43,48 %          | 56,52 %           |                 |
| 2e               | 39,20 %           | 60,80 %         | 10e | 44,04 %          | 55,96 %           |                 |
| 3e               | 50,68 %           | 49,32 %         | 11e | 43,76 %          | 56,24 %           |                 |
| 4e               | 69,39 %           | 30,61 %         | 12e | 42,37 %          | 57,63 %           |                 |
| 5e               | 50,22 %           | 49,78 %         | 13e | 55,12 %          | 44,88 %           |                 |
| 6e               | 44,03 %           | 55,97 %         | 14e | 46,99 %          | 53,01 %           |                 |
| 7e               | 67,09 %           | 32,91 %         | 15e | 39,66 %          | 60,34 %           |                 |
| 8e               | 42,72 %           | 57,28 %         | 16e | 48,23 %          | 51,77 %           |                 |

## Résultats

### Analyse
Globalement, les résultats dans les Bouches-du-Rhône suivent les mêmes tendances qu'ailleurs en France : abstention élevée et victoire de la gauche, avec toutefois une présence du Front national supérieure à la moyenne nationale.
À l'issue du premier tour, la gauche arrive en tête dans huit circonscriptions sur seize (devançant même les députés sortants dans les 5e, 11e et 14e circonscriptions), la droite dans sept et le Front national dans une circonscription (devant la députée Sylvie Andrieux). Le second tour voit se dérouler :
- cinq duels entre le PS et l'UMP ;
- trois duels entre le PS et le FN, y compris la 16e circonscription dont le candidat UMP Roland Chassain, pourtant qualifié pour le second tour, s'est désisté au profit du FN ;
- trois triangulaires PS-UMP-FN ;
- deux triangulaires EÉLV-UMP-FN ;
- un duel Front de gauche-FN dans la 13e circonscription où le candidat PS, arrivé second derrière le Front de gauche et devant le FN, s'est désisté ;
- un duel UMP-FN ;
- un duel Divers gauche-FN.

À l'issue du second tour, la gauche remporte trois nouveaux sièges à la faveur de triangulaires (8e, 10e et 12e circonscriptions), deux en duel face à l'UMP (5e et 14e circonscriptions) et un face au FN (3e circonscription). La gauche conserve également quatre autres sièges et obtient au total 10 députés dans les Bouches-du-Rhône (8 socialistes, 1 Front de gauche, 1 EELV) contre 6 à l'UMP.

### Résultats à l'échelle du département
| Parti          | Parti                                       | Premier tour | Premier tour | Second tour | Second tour | Sièges |
| Parti          | Parti                                       | Voix         | %            | Voix        | %           | Sièges |
| -------------- | ------------------------------------------- | ------------ | ------------ | ----------- | ----------- | ------ |
|                | Parti socialiste                            | 175 544      | 23,43        | 251 350     | 35,16       | 8      |
|                | Europe Écologie Les Verts                   | 56 213       | 7,50         | 39 761      | 5,56        | 1      |
|                | Divers gauche dont MRC                      | 21 691       | 2,89         |             |             | 0      |
|                | Parti radical de gauche                     | 583          | 0,08         | 0           |             |        |
|                | Majorité présidentielle                     | 254 031      | 33,90        | 291 111     | 40,72       | 9      |
|                |                                             |              |              |             |             |        |
|                | Union pour un mouvement populaire           | 210 481      | 28,09        | 240 797     | 33,68       | 6      |
|                | Divers droite dont MPF, PCD, DLR            | 11 232       | 1,50         |             |             | 0      |
|                | Nouveau centre                              | 8 105        | 1,08         | 0           |             |        |
|                | Alliance centriste                          | 259          | 0,03         | 0           |             |        |
|                | Droite parlementaire                        | 230 077      | 30,70        | 240 797     | 33,68       | 6      |
|                |                                             |              |              |             |             |        |
|                | Front national                              | 165 410      | 22,07        | 153 106     | 21,42       | 0      |
|                | Front de gauche                             | 72 266       | 9,64         | 29 919      | 4,18        | 1      |
|                | Divers écologiste dont LT-LNÉ, AÉI et Cap21 | 8 571        | 1,14         |             |             | 0      |
|                | Mouvement démocrate                         | 7 586        | 1,01         | 0           |             |        |
|                | Extrême gauche dont LO, NPA, POI            | 5 132        | 0,68         | 0           |             |        |
|                | Extrême droite dont MNR                     | 3 363        | 0,45         | 0           |             |        |
|                | Divers                                      | 2 933        | 0,39         | 0           |             |        |
|                |                                             |              |              |             |             |        |
| Inscrits       | Inscrits                                    | 1 316 328    | 100,00       | 1 316 174   | 100,00      | 16     |
| Abstentions    | Abstentions                                 | 557 598      | 42,36        | 575 268     | 43,71       |        |
| Votants        | Votants                                     | 758 730      | 57,64        | 740 906     | 56,29       |        |
| Blancs et nuls | Blancs et nuls                              | 9 361        | 1,23         | 25 973      | 3,51        |        |
| Exprimés       | Exprimés                                    | 749 369      | 98,77        | 714 933     | 96,49       |        |

### Résultats par circonscription

#### Première circonscription
| Candidat                          | Candidat                      | Parti           | Premier tour | Premier tour | Second tour | Second tour |  |
| Candidat                          | Candidat                      | Parti           | Voix         | %            | Voix        | %           |  |
| --------------------------------- | ----------------------------- | --------------- | ------------ | ------------ | ----------- | ----------- |  |
|                                   | Christophe Masse              | PS              | 13 464       | 32,04        | 19 184      | 49,35       |  |
|                                   | Valérie Boyer sortante réélue | UMP             | 10 988       | 26,14        | 19 689      | 50,65       |  |
|                                   | Élisabeth Philippe            | RBM (FN)        | 9 194        | 21,48        |             |             |  |
|                                   | Robert Assante                | DRC             | 3 051        | 7,26         |             |             |  |
|                                   | Catherine Bartoli             | FG (PCF) (FASE) | 2 423        | 5,77         |             |             |  |
|                                   | Laurence Vichnievsky          | EÉLV            | 1 079        | 2,57         |             |             |  |
|                                   | Mohamed Dahmani               | Divers          | 487          | 1,16         |             |             |  |
|                                   | Nathalie Coullet              | CpF (MoDem)     | 377          | 0,90         |             |             |  |
|                                   | Véronique Gomez               | Extrême droite  | 328          | 0,78         |             |             |  |
|                                   | Paul Roudier                  | DLR             | 186          | 0,44         |             |             |  |
|                                   | Ève Koulayan                  | AÉI             | 157          | 0,37         |             |             |  |
|                                   | Alain Persia                  | UDR             | 130          | 0,31         |             |             |  |
|                                   | Marc Cecon                    | LO              | 85           | 0,20         |             |             |  |
|                                   | Nicole Bareau                 | POI             | 79           | 0,19         |             |             |  |
|                                   | Sophie Hairabedian            | MNR             | 0            | 0,00         |             |             |  |
|                                   |                               |                 |              |              |             |             |  |
| Inscrits                          | Inscrits                      | Inscrits        | 73 892       | 100,00       | 73 877      | 100,00      |  |
| Abstentions                       | Abstentions                   | Abstentions     | 31 517       | 42,65        | 33 637      | 45,53       |  |
| Votants                           | Votants                       | Votants         | 42 375       | 57,35        | 40 240      | 54,47       |  |
| Blancs et nuls                    | Blancs et nuls                | Blancs et nuls  | 347          | 0,82         | 1 367       | 3,4         |  |
| Exprimés                          | Exprimés                      | Exprimés        | 42 028       | 99,18        | 38 873      | 96,6        |  |
| Source : Ministère de l'Intérieur |                               |                 |              |              |             |             |  |

#### Deuxième circonscription
| Candidat       | Candidat                     | Parti                    | Premier tour | Premier tour | Second tour | Second tour |  |
| Candidat       | Candidat                     | Parti                    | Voix         | %            | Voix        | %           |  |
| -------------- | ---------------------------- | ------------------------ | ------------ | ------------ | ----------- | ----------- |  |
|                | Dominique Tian sortant réélu | UMP                      | 18 602       | 41,06        | 23 771      | 58,46       |  |
|                | Jean-Pierre Mignard          | PS (EÉLV)                | 13 138       | 29,00        | 16 891      | 41,54       |  |
|                | Alexandre Bartolini          | RBM (FN)                 | 8 083        | 17,84        |             |             |  |
|                | Christian Pellicani          | FG (PCF) (Divers gauche) | 3 029        | 6,69         |             |             |  |
|                | Florence Bistagne            | CpF (MoDem)              | 1 064        | 2,35         |             |             |  |
|                | Dominique Surry              | LT-LNÉ                   | 531          | 1,17         |             |             |  |
|                | Pierre-Marie Sanson          | AÉI                      | 287          | 0,63         |             |             |  |
|                | Louis-Jacques Di Stefano     | DLR                      | 234          | 0,52         |             |             |  |
|                | Marie Contaux                | NPA                      | 133          | 0,29         |             |             |  |
|                | Patricia Dupuy               | diss. EÉLV (PO)          | 112          | 0,25         |             |             |  |
|                | Brigitte Espaze              | LO                       | 96           | 0,21         |             |             |  |
|                |                              |                          |              |              |             |             |  |
| Inscrits       | Inscrits                     | Inscrits                 | 77 390       | 100,00       | 77 369      | 100,00      |  |
| Abstentions    | Abstentions                  | Abstentions              | 31 710       | 40,97        | 35 483      | 45,86       |  |
| Votants        | Votants                      | Votants                  | 45 680       | 59,03        | 41 886      | 54,14       |  |
| Blancs et nuls | Blancs et nuls               | Blancs et nuls           | 371          | 0,81         | 1 224       | 2,92        |  |
| Exprimés       | Exprimés                     | Exprimés                 | 45 309       | 99,19        | 40 662      | 97,08       |  |

#### Troisième circonscription
| Candidat                          | Candidat                        | Parti                | Premier tour | Premier tour | Second tour | Second tour |  |
| Candidat                          | Candidat                        | Parti                | Voix         | %            | Voix        | %           |  |
| --------------------------------- | ------------------------------- | -------------------- | ------------ | ------------ | ----------- | ----------- |  |
|                                   | Stéphane Ravier                 | RBM (FN)             | 10 975       | 29,87        | 17 263      | 49,01       |  |
|                                   | Sylvie Andrieux sortante réélue | PS                   | 10 948       | 29,80        | 17 962      | 50,99       |  |
|                                   | Nora Preziosi                   | UMP                  | 7 425        | 20,21        |             |             |  |
|                                   | Marie Batoux                    | FG (PG) (PCF)        | 4 110        | 11,19        |             |             |  |
|                                   | Michèle Poncet-Ramade           | EÉLV                 | 1 120        | 3,05         |             |             |  |
|                                   | Anne-Marie Tapiero              | CpF (MoDem)          | 474          | 1,29         |             |             |  |
|                                   | Gisèle Auriemma                 | LT-LNÉ               | 418          | 1,14         |             |             |  |
|                                   | Mohyiddine Alabane              | UDR                  | 282          | 0,77         |             |             |  |
|                                   | Hubert Savon                    | MNR                  | 276          | 0,75         |             |             |  |
|                                   | Victor Hugo Espinosa            | NPA (GA, Résistance) | 188          | 0,51         |             |             |  |
|                                   | Nouriati Djambae                | AÉI                  | 181          | 0,49         |             |             |  |
|                                   | Isabelle Bonnet                 | LO                   | 179          | 0,49         |             |             |  |
|                                   | Simone Charin                   | DLR                  | 163          | 0,44         |             |             |  |
|                                   |                                 |                      |              |              |             |             |  |
| Inscrits                          | Inscrits                        | Inscrits             | 70 351       | 100,00       | 70 329      | 100,00      |  |
| Abstentions                       | Abstentions                     | Abstentions          | 32 933       | 46,81        | 33 038      | 46,98       |  |
| Votants                           | Votants                         | Votants              | 37 418       | 53,19        | 37 291      | 53,02       |  |
| Blancs et nuls                    | Blancs et nuls                  | Blancs et nuls       | 679          | 1,81         | 2 066       | 5,54        |  |
| Exprimés                          | Exprimés                        | Exprimés             | 36 739       | 98,19        | 35 225      | 94,46       |  |
| Source : Ministère de l'Intérieur |                                 |                      |              |              |             |             |  |

#### Quatrième circonscription
| Candidat       | Candidat                 | Parti          | Premier tour | Premier tour | Second tour | Second tour |  |
| Candidat       | Candidat                 | Parti          | Voix         | %            | Voix        | %           |  |
| -------------- | ------------------------ | -------------- | ------------ | ------------ | ----------- | ----------- |  |
|                | Patrick Mennucci élu     | PS             | 10 135       | 33,26        | 19 163      | 70,51       |  |
|                | Marie-Claude Aucouturier | RBM (FN)       | 4 356        | 14,30        | 8 015       | 29,49       |  |
|                | Solange Biaggi           | UMP            | 4 253        | 13,96        |             |             |  |
|                | Lisette Narducci         | diss. PS       | 4 135        | 13,57        |             |             |  |
|                | Marie-José Cermolacce    | FG (PCF)       | 3 414        | 11,20        |             |             |  |
|                | Sébastien Barles         | EÉLV           | 1 882        | 6,18         |             |             |  |
|                | Mohamed El Rharbaye      | Divers gauche  | 604          | 1,98         |             |             |  |
|                | Sophie Goy               | CpF (MoDem)    | 354          | 1,16         |             |             |  |
|                | Farid Soilihi            | AÉI            | 290          | 0,95         |             |             |  |
|                | Bernard Talles           | LT-LNÉ         | 216          | 0,71         |             |             |  |
|                | Omar Djellil             | Divers         | 198          | 0,65         |             |             |  |
|                | Thierry Noël             | MOC            | 159          | 0,52         |             |             |  |
|                | Kévin Vacher             | NPA            | 158          | 0,52         |             |             |  |
|                | Gérald Ubaud             | DLR            | 110          | 0,36         |             |             |  |
|                | Rémy Bazzali             | LO             | 77           | 0,25         |             |             |  |
|                | Mihdhoir Ibrahima Said   | S&P            | 65           | 0,21         |             |             |  |
|                | Victor Villodre          | POI            | 64           | 0,21         |             |             |  |
|                | Hamoud Benani            | Divers gauche  | 0            | 0,00         |             |             |  |
|                |                          |                |              |              |             |             |  |
| Inscrits       | Inscrits                 | Inscrits       | 58 700       | 100,00       | 58 696      | 100,00      |  |
| Abstentions    | Abstentions              | Abstentions    | 27 836       | 47,42        | 30 179      | 51,42       |  |
| Votants        | Votants                  | Votants        | 30 864       | 52,58        | 28 517      | 48,58       |  |
| Blancs et nuls | Blancs et nuls           | Blancs et nuls | 394          | 1,28         | 1 339       | 4,7         |  |
| Exprimés       | Exprimés                 | Exprimés       | 30 470       | 98,72        | 27 178      | 95,3        |  |

#### Cinquième circonscription
| Candidat       | Candidat                    | Parti          | Premier tour | Premier tour | Second tour | Second tour |  |
| Candidat       | Candidat                    | Parti          | Voix         | %            | Voix        | %           |  |
| -------------- | --------------------------- | -------------- | ------------ | ------------ | ----------- | ----------- |  |
|                | Marie-Arlette Carlotti élue | PS             | 13 785       | 34,43        | 20 212      | 51,81       |  |
|                | Renaud Muselier sortant     | UMP            | 12 991       | 32,45        | 18 799      | 48,19       |  |
|                | Jean-Pierre Baumann         | RBM (FN)       | 6 512        | 16,27        |             |             |  |
|                | Frédéric Dutoit             | FG (PCF) (PG)  | 3 040        | 7,59         |             |             |  |
|                | Michèle Rubirola-Blanc      | EÉLV           | 1 368        | 3,42         |             |             |  |
|                | Hélène Coulomb              | CpF (MoDem)    | 657          | 1,64         |             |             |  |
|                | Chantal Sebag               | RS             | 394          | 0,98         |             |             |  |
|                | Mylène Gugliotta            | LT-LNÉ         | 222          | 0,55         |             |             |  |
|                | François Franceschi         | FR21           | 204          | 0,51         |             |             |  |
|                | Hubert Fayard               | CNIP (MPF)     | 188          | 0,47         |             |             |  |
|                | Ahmed Azouaou               | AÉI            | 144          | 0,36         |             |             |  |
|                | Michèle Alphonse            | DLR            | 139          | 0,35         |             |             |  |
|                | Richard Bonacase            | PDF            | 133          | 0,33         |             |             |  |
|                | Junie Ciccione              | NPA            | 131          | 0,33         |             |             |  |
|                | Corinne Raynaud             | POI            | 67           | 0,17         |             |             |  |
|                | Nathalie Malhole            | LO             | 57           | 0,14         |             |             |  |
|                | Frédéric Bœuf-Salor         | GÉ             | 0            | 0,00         |             |             |  |
|                |                             |                |              |              |             |             |  |
| Inscrits       | Inscrits                    | Inscrits       | 68 685       | 100,00       | 68 665      | 100,00      |  |
| Abstentions    | Abstentions                 | Abstentions    | 28 274       | 41,16        | 28 439      | 41,42       |  |
| Votants        | Votants                     | Votants        | 40 411       | 58,84        | 40 226      | 58,58       |  |
| Blancs et nuls | Blancs et nuls              | Blancs et nuls | 379          | 0,94         | 1 215       | 3,02        |  |
| Exprimés       | Exprimés                    | Exprimés       | 40 032       | 99,06        | 39 011      | 96,98       |  |

#### Sixième circonscription
| Candidat       | Candidat                   | Parti          | Premier tour | Premier tour | Second tour | Second tour |
| Candidat       | Candidat                   | Parti          | Voix         | %            | Voix        | %           |
| -------------- | -------------------------- | -------------- | ------------ | ------------ | ----------- | ----------- |
|                | Guy Teissier sortant réélu | UMP            | 15 063       | 37,06        | 17 101      | 42,45       |
|                | Pierre Semeriva            | EÉLV (PS)      | 11 016       | 27,10        | 15 091      | 37,46       |
|                | Laurent Comas              | RBM (FN)       | 9 218        | 22,68        | 8 089       | 20,08       |
|                | Anna Rosso-Roig            | FG (PCF) (PG)  | 2 879        | 7,08         |             |             |
|                | Cédric Matthews            | MRC            | 705          | 1,73         |             |             |
|                | Patrick Filosa             | CpF (MoDem)    | 532          | 1,31         |             |             |
|                | Éric Talles                | LT-LNÉ         | 404          | 0,99         |             |             |
|                | Dominique Estève-Narsisyan | AÉI            | 247          | 0,61         |             |             |
|                | Patrick Placente           | UDR            | 198          | 0,49         |             |             |
|                | Stéphanie Brun-Pothin      | DLR            | 172          | 0,42         |             |             |
|                | David Larriven             | NPA            | 113          | 0,28         |             |             |
|                | Jacqueline Grandel         | LO             | 100          | 0,25         |             |             |
|                | Michel Villeneuve          | diss. PRG (GÉ) | 0            | 0,00         |             |             |
|                |                            |                |              |              |             |             |
| Inscrits       | Inscrits                   | Inscrits       | 72 571       | 100,00       | 72 561      | 100,00      |
| Abstentions    | Abstentions                | Abstentions    | 31 540       | 43,46        | 31 855      | 43,90       |
| Votants        | Votants                    | Votants        | 41 031       | 56,54        | 40 706      | 56,10       |
| Blancs et nuls | Blancs et nuls             | Blancs et nuls | 384          | 0,94         | 425         | 1,04        |
| Exprimés       | Exprimés                   | Exprimés       | 40 647       | 99,06        | 40 281      | 98,96       |

#### Septième circonscription
| Candidat       | Candidat                     | Parti                    | Premier tour | Premier tour | Second tour | Second tour |  |
| Candidat       | Candidat                     | Parti                    | Voix         | %            | Voix        | %           |  |
| -------------- | ---------------------------- | ------------------------ | ------------ | ------------ | ----------- | ----------- |  |
|                | Henri Jibrayel sortant réélu | PS                       | 8 244        | 27,51        | 17 034      | 62,34       |  |
|                | Bernard Marandat             | RBM (FN)                 | 7 098        | 23,69        | 10 292      | 37,66       |  |
|                | Karim Zéribi                 | EÉLV                     | 6 450        | 21,53        |             |             |  |
|                | Jean-Marc Coppola            | FG (PCF) (Divers gauche) | 3 482        | 11,62        |             |             |  |
|                | Sonia Léon                   | NC (UMP)                 | 2 484        | 8,29         |             |             |  |
|                | Claude Nassur                | Divers gauche            | 493          | 1,65         |             |             |  |
|                | Salim Laïbi                  | Divers                   | 241          | 0,80         |             |             |  |
|                | Zoubida Meguenni             | NPA (GA, Résistance)     | 230          | 0,77         |             |             |  |
|                | Nadia Maoudj                 | LT-LNÉ                   | 213          | 0,71         |             |             |  |
|                | Michèle Carayon              | MNR (PDF, UDN)           | 199          | 0,66         |             |             |  |
|                | Eddy Camilleri               | UDR                      | 150          | 0,50         |             |             |  |
|                | Michèle Latil                | CpF (MoDem)              | 144          | 0,48         |             |             |  |
|                | Danièle Pécout               | LO                       | 138          | 0,46         |             |             |  |
|                | Pierre Bonnet                | MRC                      | 96           | 0,32         |             |             |  |
|                | Mourad Goual                 | RS                       | 93           | 0,31         |             |             |  |
|                | Claire Aymes                 | DLR                      | 68           | 0,23         |             |             |  |
|                | Ayette Boudelaa              | AÉI                      | 76           | 0,25         |             |             |  |
|                | Chérif Fahem                 | Divers gauche            | 63           | 0,21         |             |             |  |
|                | Magda Hadji                  | diss. PRG (GÉ)           | 1            | 0,00         |             |             |  |
|                | Nabil Kadri                  | Divers                   | 0            | 0,00         |             |             |  |
|                |                              |                          |              |              |             |             |  |
| Inscrits       | Inscrits                     | Inscrits                 | 63 082       | 100,00       | 63 071      | 100,00      |  |
| Abstentions    | Abstentions                  | Abstentions              | 32 642       | 51,75        | 34 518      | 54,73       |  |
| Votants        | Votants                      | Votants                  | 30 440       | 48,25        | 28 553      | 45,27       |  |
| Blancs et nuls | Blancs et nuls               | Blancs et nuls           | 477          | 1,57         | 1 227       | 4,3         |  |
| Exprimés       | Exprimés                     | Exprimés                 | 29 963       | 98,43        | 27 326      | 95,7        |  |

#### Huitième circonscription  (Salon-de-Provence)
| Candidat       | Candidat               | Parti          | Premier tour | Premier tour | Second tour | Second tour |  |
| Candidat       | Candidat               | Parti          | Voix         | %            | Voix        | %           |  |
| -------------- | ---------------------- | -------------- | ------------ | ------------ | ----------- | ----------- |  |
|                | Nicolas Isnard         | UMP            | 17 601       | 32,60        | 22 013      | 39,91       |  |
|                | Olivier Ferrand élu    | PS (EÉLV)      | 17 034       | 31,55        | 22 331      | 40,48       |  |
|                | Gérald Gérin           | RBM (FN)       | 11 863       | 21,97        | 10 816      | 19,61       |  |
|                | Hélène Le Cacheux      | FG (PG) (PCF)  | 3 112        | 5,76         |             |             |  |
|                | Claude Cortesi         | CpF (MoDem)    | 1 439        | 2,67         |             |             |  |
|                | Jean-Yves Pied         | Extrême droite | 609          | 1,13         |             |             |  |
|                | Rosa Alba Silvestri    | diss. PRG      | 581          | 1,08         |             |             |  |
|                | Jean Frizzi            | LT-LNÉ         | 495          | 0,92         |             |             |  |
|                | Jean-François Dorbeaux | DLR            | 322          | 0,60         |             |             |  |
|                | Hakim Hallalen         | AC             | 259          | 0,48         |             |             |  |
|                | José-Ramon Guardia     | MNR            | 225          | 0,42         |             |             |  |
|                | Denis Vial             | Divers         | 200          | 0,37         |             |             |  |
|                | Antonia Luciani Garcia | FC (RP&S, POC) | 133          | 0,25         |             |             |  |
|                | Frédéric Kechra        | LO             | 123          | 0,23         |             |             |  |
|                |                        |                |              |              |             |             |  |
| Inscrits       | Inscrits               | Inscrits       | 93 086       | 100,00       | 93 083      | 100,00      |  |
| Abstentions    | Abstentions            | Abstentions    | 38 395       | 41,25        | 37 089      | 39,85       |  |
| Votants        | Votants                | Votants        | 54 691       | 58,75        | 55 994      | 60,15       |  |
| Blancs et nuls | Blancs et nuls         | Blancs et nuls | 695          | 1,27         | 834         | 1,49        |  |
| Exprimés       | Exprimés               | Exprimés       | 53 996       | 98,73        | 55 160      | 98,51       |  |

#### Neuvième circonscription (Aubagne)
| Candidat       | Candidat                           | Parti          | Premier tour | Premier tour | Second tour | Second tour |  |
| Candidat       | Candidat                           | Parti          | Voix         | %            | Voix        | %           |  |
| -------------- | ---------------------------------- | -------------- | ------------ | ------------ | ----------- | ----------- |  |
|                | Bernard Deflesselles sortant réélu | UMP            | 19 030       | 35,28        | 25 001      | 62,56       |  |
|                | Joëlle Mélin                       | RBM (FN)       | 12 003       | 22,25        | 14 963      | 37,44       |  |
|                | Denis Grandjean                    | EÉLV (PS)      | 10 268       | 19,03        |             |             |  |
|                | Pierre Mingaud                     | FG (PCF)       | 8 043        | 14,91        |             |             |  |
|                | Christian Musumeci                 | GS             | 2 083        | 3,86         |             |             |  |
|                | Michèle Lesbrot                    | LT-LNÉ         | 854          | 1,58         |             |             |  |
|                | Jean-Marie Orihuel                 | CpF (MoDem)    | 746          | 1,38         |             |             |  |
|                | Stéphanie Poggi                    | UDR            | 354          | 0,66         |             |             |  |
|                | Colette Gereux-Beltra              | DLR            | 215          | 0,40         |             |             |  |
|                | Claude Diharçabal                  | NPA            | 199          | 0,37         |             |             |  |
|                | François Otchakovsky-Laurens       | LO             | 151          | 0,28         |             |             |  |
|                | Serge Paloyan                      | RIC            | 0            | 0,00         |             |             |  |
|                |                                    |                |              |              |             |             |  |
| Inscrits       | Inscrits                           | Inscrits       | 92 601       | 100,00       | 92 600      | 100,00      |  |
| Abstentions    | Abstentions                        | Abstentions    | 37 956       | 40,99        | 46 740      | 50,48       |  |
| Votants        | Votants                            | Votants        | 54 645       | 59,01        | 45 860      | 49,52       |  |
| Blancs et nuls | Blancs et nuls                     | Blancs et nuls | 699          | 1,28         | 5 896       | 12,86       |  |
| Exprimés       | Exprimés                           | Exprimés       | 53 946       | 98,72        | 39 964      | 87,14       |  |

#### Dixième  circonscription (Allauch)
| Candidat       | Candidat                     | Parti                    | Premier tour | Premier tour | Second tour | Second tour |
| Candidat       | Candidat                     | Parti                    | Voix         | %            | Voix        | %           |
| -------------- | ---------------------------- | ------------------------ | ------------ | ------------ | ----------- | ----------- |
|                | Richard Mallié sortant       | UMP                      | 18 679       | 31,45        | 22 592      | 38,13       |
|                | François-Michel Lambert élu  | EÉLV (PS)                | 17 236       | 29,02        | 24 670      | 41,64       |
|                | Pascale-Édith Guennec        | RBM (FN)                 | 13 417       | 22,59        | 11 989      | 20,23       |
|                | Yveline Primo                | FG (PCF) (Divers gauche) | 6 643        | 11,18        |             |             |
|                | Patrice Daude                | LT-LNÉ                   | 1 000        | 1,68         |             |             |
|                | Nathalie Minari              | CpF (MoDem)              | 837          | 1,41         |             |             |
|                | Chantal Cruveiller Giacalone | Divers droite            | 673          | 1,13         |             |             |
|                | Nancy Ithamar                | DLR                      | 368          | 0,62         |             |             |
|                | Roseline Guez                | MNR                      | 362          | 0,61         |             |             |
|                | Christian Lecat              | LO                       | 184          | 0,31         |             |             |
|                |                              |                          |              |              |             |             |
| Inscrits       | Inscrits                     | Inscrits                 | 100 194      | 100,00       | 100 187     | 100,00      |
| Abstentions    | Abstentions                  | Abstentions              | 40 006       | 39,93        | 39 970      | 39,90       |
| Votants        | Votants                      | Votants                  | 60 188       | 60,07        | 60 217      | 60,10       |
| Blancs et nuls | Blancs et nuls               | Blancs et nuls           | 789          | 1,31         | 966         | 1,60        |
| Exprimés       | Exprimés                     | Exprimés                 | 59 399       | 98,69        | 59 251      | 98,40       |

#### Onzième circonscription (Aix-en-Provence-Sud)
| Candidat                          | Candidat                     | Parti                    | Premier tour | Premier tour | Second tour | Second tour |  |
| Candidat                          | Candidat                     | Parti                    | Voix         | %            | Voix        | %           |  |
| --------------------------------- | ---------------------------- | ------------------------ | ------------ | ------------ | ----------- | ----------- |  |
|                                   | Gaëlle Lenfant               | PS (EÉLV)                | 16 787       | 34,85        | 22 630      | 49,02       |  |
|                                   | Christian Kert sortant réélu | UMP                      | 15 696       | 32,59        | 23 531      | 50,98       |  |
|                                   | Jean-Marie Cojannot          | RBM (FN)                 | 10 390       | 21,57        |             |             |  |
|                                   | Patrick Magro                | FG (PCF) (Divers gauche) | 4 131        | 8,58         |             |             |  |
|                                   | Jean-Claude Auvigne          | DLR                      | 576          | 1,20         |             |             |  |
|                                   | Stéphanie Clerc              | NPA                      | 237          | 0,49         |             |             |  |
|                                   | Vincent Cullard              | Pirate                   | 191          | 0,40         |             |             |  |
|                                   | Corinne Morel                | LO                       | 157          | 0,33         |             |             |  |
|                                   | Geneviève Jullien-Ortega     | diss. PRG (GÉ)           | 1            | 0,00         |             |             |  |
|                                   |                              |                          |              |              |             |             |  |
| Inscrits                          | Inscrits                     | Inscrits                 | 85 348       | 100,00       | 85 346      | 100,00      |  |
| Abstentions                       | Abstentions                  | Abstentions              | 36 629       | 42,92        | 37 789      | 44,28       |  |
| Votants                           | Votants                      | Votants                  | 48 719       | 57,08        | 47 557      | 55,72       |  |
| Blancs et nuls                    | Blancs et nuls               | Blancs et nuls           | 553          | 1,14         | 1 396       | 2,94        |  |
| Exprimés                          | Exprimés                     | Exprimés                 | 48 166       | 98,86        | 46 161      | 97,06       |  |
| Source : Ministère de l'Intérieur |                              |                          |              |              |             |             |  |

#### Douzième circonscription (Marignane)
| Candidat       | Candidat              | Parti                | Premier tour | Premier tour | Second tour | Second tour |  |
| Candidat       | Candidat              | Parti                | Voix         | %            | Voix        | %           |  |
| -------------- | --------------------- | -------------------- | ------------ | ------------ | ----------- | ----------- |  |
|                | Éric Diard sortant    | UMP                  | 13 968       | 28,11        | 18 381      | 36,60       |  |
|                | Vincent Burroni élu   | PS                   | 13 597       | 27,36        | 18 754      | 37,34       |  |
|                | Paul Cupolati         | RBM (FN)             | 13 257       | 26,68        | 13 089      | 26,06       |  |
|                | Jean-Claude Labranche | FG (GU) (PCF)        | 3 528        | 7,10         |             |             |  |
|                | Patrick Viloria       | Divers droite        | 2 311        | 4,65         |             |             |  |
|                | Pierre Souvet         | EÉLV                 | 1 291        | 2,60         |             |             |  |
|                | Alde Vinci            | PDF                  | 455          | 0,92         |             |             |  |
|                | Jérôme Ravenet        | LT-LNÉ               | 439          | 0,88         |             |             |  |
|                | Corinne Avedissian    | AÉI                  | 326          | 0,66         |             |             |  |
|                | André Boye            | DLR                  | 237          | 0,48         |             |             |  |
|                | François Roche        | LO                   | 190          | 0,38         |             |             |  |
|                | Faouzi Djedou-Benabid | Divers (Néant total) | 84           | 0,17         |             |             |  |
|                | Benjamin Durand       | diss. PS             | 14           | 0,03         |             |             |  |
|                |                       |                      |              |              |             |             |  |
| Inscrits       | Inscrits              | Inscrits             | 89 006       | 100,00       | 89 006      | 100,00      |  |
| Abstentions    | Abstentions           | Abstentions          | 38 641       | 43,41        | 38 006      | 42,7        |  |
| Votants        | Votants               | Votants              | 50 365       | 56,59        | 51 000      | 57,3        |  |
| Blancs et nuls | Blancs et nuls        | Blancs et nuls       | 668          | 1,33         | 776         | 1,52        |  |
| Exprimés       | Exprimés              | Exprimés             | 49 697       | 98,67        | 50 224      | 98,48       |  |

#### Treizième  circonscription (Martigues - Istres)
| Candidat       | Candidat                  | Parti          | Premier tour | Premier tour | Second tour | Second tour |
| Candidat       | Candidat                  | Parti          | Voix         | %            | Voix        | %           |
| -------------- | ------------------------- | -------------- | ------------ | ------------ | ----------- | ----------- |
|                | Gaby Charroux élu         | FG (PCF)       | 14 617       | 27,41        | 29 919      | 60,28       |
|                | René Raimondi             | PS             | 13 234       | 24,82        | Retrait     | Retrait     |
|                | Béatrix Espallardo        | RBM (FN)       | 11 567       | 21,69        | 19 717      | 39,72       |
|                | Michèle Vasserot          | UMP            | 7 875        | 14,77        |             |             |
|                | Paul Lombard              | diss. PCF      | 2 156        | 4,04         |             |             |
|                | Véronique Coulomb         | EÉLV           | 1 062        | 1,99         |             |             |
|                | Anne Zakarian             | NC             | 1 044        | 1,96         |             |             |
|                | Adil Fajry                | NPA            | 680          | 1,28         |             |             |
|                | Dominique Laumonier       | LT-LNÉ         | 400          | 0,75         |             |             |
|                | Roland Lariviere          | MNR            | 330          | 0,62         |             |             |
|                | Monique Guyonnaud-Meugnot | DLR            | 197          | 0,37         |             |             |
|                | Anne Roche                | LO             | 164          | 0,31         |             |             |
|                |                           |                |              |              |             |             |
| Inscrits       | Inscrits                  | Inscrits       | 90 594       | 100,00       | 90 571      | 100,00      |
| Abstentions    | Abstentions               | Abstentions    | 36 517       | 40,31        | 38 374      | 42,37       |
| Votants        | Votants                   | Votants        | 54 077       | 59,69        | 52 197      | 57,63       |
| Blancs et nuls | Blancs et nuls            | Blancs et nuls | 751          | 1,39         | 2 561       | 4,91        |
| Exprimés       | Exprimés                  | Exprimés       | 53 326       | 98,61        | 49 636      | 95,09       |

#### Quatorzième circonscription  (Aix-en-Provence-Nord)
| Candidat       | Candidat                         | Parti          | Premier tour | Premier tour | Second tour | Second tour |  |
| Candidat       | Candidat                         | Parti          | Voix         | %            | Voix        | %           |  |
| -------------- | -------------------------------- | -------------- | ------------ | ------------ | ----------- | ----------- |  |
|                | Jean-David Ciot élu              | PS             | 19 554       | 35,60        | 28 941      | 53,55       |  |
|                | Maryse Joissains-Masini sortante | UMP            | 15 675       | 28,54        | 25 107      | 46,45       |  |
|                | Josyane Solari                   | RBM (FN)       | 7 770        | 14,15        |             |             |  |
|                | Michel Boulan                    | NC (MoDem)     | 4 577        | 8,33         |             |             |  |
|                | Josiane Durrieu                  | FG (PCF)       | 3 273        | 5,96         |             |             |  |
|                | Geneviève Hamy                   | EÉLV           | 2 224        | 4,05         |             |             |  |
|                | Joséfa Maunier                   | LT-LNÉ         | 480          | 0,87         |             |             |  |
|                | Philippe Neveu                   | RPF            | 418          | 0,76         |             |             |  |
|                | Pierre Cayol                     | DLR            | 388          | 0,71         |             |             |  |
|                | Bertrand Robert                  | Pirate         | 229          | 0,42         |             |             |  |
|                | François Lefebvre                | NPA            | 190          | 0,35         |             |             |  |
|                | Charlotte Maria                  | LO             | 146          | 0,27         |             |             |  |
|                | Malik Houamria                   | AÉI            | 0            | 0,00         |             |             |  |
|                |                                  |                |              |              |             |             |  |
| Inscrits       | Inscrits                         | Inscrits       | 93 933       | 100,00       | 93 933      | 100,00      |  |
| Abstentions    | Abstentions                      | Abstentions    | 38 391       | 40,87        | 38 188      | 40,65       |  |
| Votants        | Votants                          | Votants        | 55 542       | 59,13        | 55 745      | 59,35       |  |
| Blancs et nuls | Blancs et nuls                   | Blancs et nuls | 618          | 1,11         | 1 697       | 3,04        |  |
| Exprimés       | Exprimés                         | Exprimés       | 54 924       | 98,89        | 54 048      | 96,96       |  |

#### Quinzième circonscription (Châteaurenard)
| Candidat       | Candidat                     | Parti                    | Premier tour | Premier tour | Second tour | Second tour |  |
| Candidat       | Candidat                     | Parti                    | Voix         | %            | Voix        | %           |  |
| -------------- | ---------------------------- | ------------------------ | ------------ | ------------ | ----------- | ----------- |  |
|                | Bernard Reynès sortant réélu | UMP                      | 20 954       | 35,46        | 24 812      | 41,60       |  |
|                | Nicette Aubert               | Divers gauche (PS, EÉLV) | 16 744       | 28,34        | 21 434      | 35,93       |  |
|                | Olivia Ponsdesserre          | RBM (FN)                 | 14 740       | 24,95        | 13 404      | 22,47       |  |
|                | Stella Apeddu                | FG (PG) (PCF)            | 3 117        | 5,28         |             |             |  |
|                | Stanislas Makowka            | LT-LNÉ                   | 1 046        | 1,77         |             |             |  |
|                | Didier Maurin                | CpF (MoDem)              | 962          | 1,63         |             |             |  |
|                | Marc-Antoine Seymard         | MNR                      | 446          | 0,75         |             |             |  |
|                | Jérôme Presti                | UDR ,                    | 330          | 0,56         |             |             |  |
|                | Sylvain Bourgin              | DLR                      | 309          | 0,52         |             |             |  |
|                | Franck Moulet                | NPA                      | 235          | 0,40         |             |             |  |
|                | Michel Pozzetto              | LO                       | 206          | 0,35         |             |             |  |
|                |                              |                          |              |              |             |             |  |
| Inscrits       | Inscrits                     | Inscrits                 | 98 301       | 100,00       | 98 288      | 100,00      |  |
| Abstentions    | Abstentions                  | Abstentions              | 38 431       | 39,1         | 37 836      | 38,5        |  |
| Votants        | Votants                      | Votants                  | 59 870       | 60,9         | 60 452      | 61,5        |  |
| Blancs et nuls | Blancs et nuls               | Blancs et nuls           | 781          | 1,3          | 802         | 1,33        |  |
| Exprimés       | Exprimés                     | Exprimés                 | 59 089       | 98,7         | 59 650      | 98,67       |  |

#### Seizième circonscription (Arles)
| Candidat       | Candidat                      | Parti                    | Premier tour | Premier tour | Second tour | Second tour |  |
| Candidat       | Candidat                      | Parti                    | Voix         | %            | Voix        | %           |  |
| -------------- | ----------------------------- | ------------------------ | ------------ | ------------ | ----------- | ----------- |  |
|                | Michel Vauzelle sortant réélu | PS                       | 19 828       | 38,40        | 26 814      | 51,29       |  |
|                | Valérie Laupies               | RBM (FN)                 | 14 967       | 28,98        | 25 469      | 48,71       |  |
|                | Roland Chassain               | UMP                      | 11 681       | 22,62        | Retrait,    | Retrait,    |  |
|                | Emmanuelle Bonhomme           | FG (Divers gauche) (PCF) | 3 425        | 6,63         |             |             |  |
|                | Salim Djerari                 | EÉLV                     | 1 217        | 2,36         |             |             |  |
|                | Guy Dubost                    | LO                       | 260          | 0,50         |             |             |  |
|                | Bernard Pignolo               | Cap21                    | 145          | 0,28         |             |             |  |
|                | Christian Régis               | POI                      | 115          | 0,22         |             |             |  |
|                | Mireille Haas                 | MNR                      | 0            | 0,00         |             |             |  |
|                |                               |                          |              |              |             |             |  |
| Inscrits       | Inscrits                      | Inscrits                 | 88 594       | 100,00       | 88 592      | 100,00      |  |
| Abstentions    | Abstentions                   | Abstentions              | 36 180       | 40,84        | 34 127      | 38,52       |  |
| Votants        | Votants                       | Votants                  | 52 414       | 59,16        | 54 465      | 61,48       |  |
| Blancs et nuls | Blancs et nuls                | Blancs et nuls           | 776          | 1,48         | 2 182       | 4,01        |  |
| Exprimés       | Exprimés                      | Exprimés                 | 51 638       | 98,52        | 52 283      | 95,99       |  |